# Gräberfeld von Dalfsen
Das neolithische Gräberfeld von Dalfsen, einer Gemeinde in der Provinz Overijssel in den Niederlanden, wurde nach Abschluss der Ausgrabungen 2015, als das größte bekannte neolithische Gräberfeld Westeuropas vorgestellt.
Das der Trichterbecherkultur (TBK) zugehörige Gräberfeld in Dalfsen ist etwa 5000 Jahre alt und 120 mal 20 Meter groß. Es wurden 120 Flachgräber (teilweise mit Leichenschatten) freigelegt und 160 Grabbeigaben gesichert. Darunter sind Scherben zahlreicher Trichterbecher und vollständige Exemplare, Beile und Messer aus Feuerstein und Perlen aus Bernstein. Eine Besonderheit sind die Reste eines Dolmens, den ersten Fund einer Megalithanlage dieses Typs in den Niederlanden, wo ansonsten nur Ganggräber und Steinkisten entdeckt wurden.